# Archibald Hunter
Archibald Hunter (Londra, 6 settembre 1856 – Londra, 28 giugno 1936) è stato un generale britannico.
Si distinse partecipando come ufficiale subalterno alle spedizioni britanniche in Sudan organizzate per schiacciare la rivolta mahdista e divenne uno dei principali collaboratori del generale Horatio Kitchener.
Durante la seconda guerra boera si dimostrò uno dei più capaci generali britannici; inizialmente diresse la difesa della città di Ladysmith, come capo di stato maggiore del comandante della guarnigione, generale George Stuart White. Dopo la liberazione della città partecipò, al comando di una divisione di fanteria, alla marcia su Pretoria e soprattutto diresse la riuscita campagna del bacino del Brandwater che portò alla resa di gran parte dei commando boeri dello Stato Libero d'Orange.
Rientrato in patria nel 1901, continuò una lunga carriera principalmente con funzioni di comando in India e svolse importanti compiti addestrativi durante la prima guerra mondiale.

## Biografia

### In servizio in Africa
Originario della Scozia, figlio di un uomo d'affari trasferitosi a Londra e di Mary Jane Graham, Archibald Hunter decise di non continuare l'attività del padre ed intraprese invece l'educazione militare a Glasgow e quindi all'Accademia militare di Sandhurst; a diciannove anni, nel 1875, venne assegnato con il grado di sottotenente al King's Own 4th Lancashire Regiment.
Hunter iniziò una rapida e brillante ascesa all'interno dell'esercito britannico partecipando in prevalenza alle numerose campagne africane; in particolare nel 1884 e 1885 prese parte alla spedizione del Nilo guidata dal generale Garnet Wolseley, organizzata per cercare di raggiungere Khartoum dove era assediata dai guerrieri del Mahdi la guarnigione del generale Charles George Gordon. La spedizione terminò con un fallimento; i britannici arrivarono a Khartoum troppo tardi; il generale Gordon era già stato ucciso e la città era caduta.
Durante la lunga guerra Mahdista Hunter fu costantemente in azione in prima linea; nel 1888 prese parte alla spedizione del generale Francis Grenfell e tenne il comando di una brigata nella battaglia di Suakin; durante questo scontro rimase ferito. In seguito venne nominato governatore della provincia di Dongola nel Sudan e nel 1895 comandante della cosiddetta Frontier Field Force. Nel 1896 divenne uno dei principali collaboratori del generale Horatio Kitchener e partecipò alla spedizione anglo-egiziana in Sudan che distrusse definitivamente il regno mahdista; i dervisci furono disfatti nella battaglia di Omdurman e il Sudan venne riconquistato. Hunter, promosso nel 1898 maggior generale, guidò la divisione egiziana e nel 1899 divenne il governatore di Omdurman.

### La grande guerra boera
All'inizio della seconda guerra boera, Archibald Hunter era, con il grado di maggior generale, il capo di stato maggiore designato del I corpo d'armata del generale Redvers Buller che avrebbe dovuto, secondo i piani dello stato maggiore britannico, essere trasferito in Sudafrica per sferrare la grande offensiva decisiva contro le due Repubbliche. In realtà invece Hunter venne inviato in avanscoperta, insieme ad altri ufficiali, nella colonia del Capo ancor prima dello scoppio della guerra per completare i preparativi militari sul posto e coordinare le prime misure di difesa; quindi egli venne assegnato allo stato maggiore del forza campale britannica già schierata in Natal al comando del generale George Stuart White.

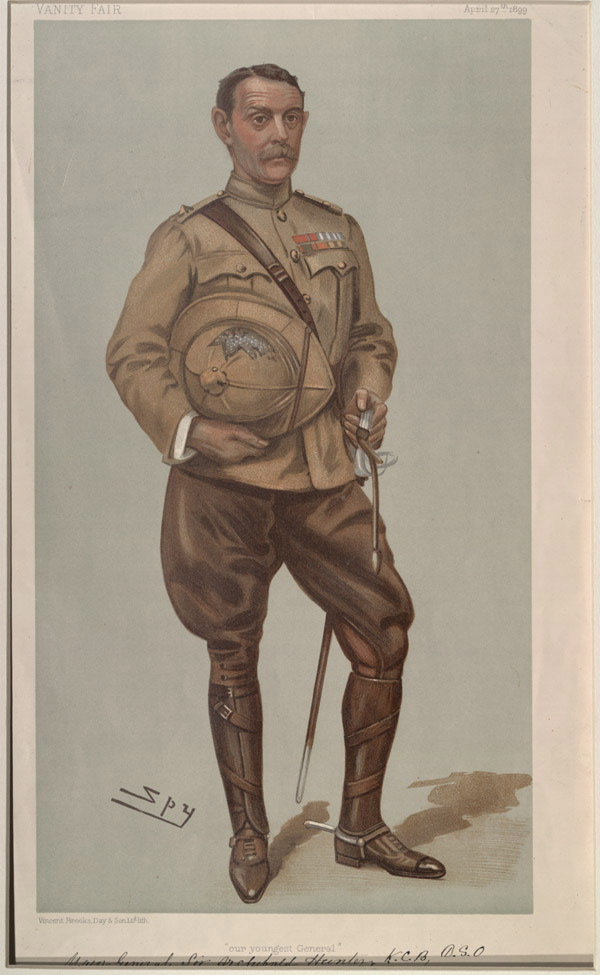
Il generale Hunter durante la seconda guerra boera.

Hunter divenne il principale collaboratore del generale White durante la prima fase della seconda guerra boera e dovette prendere il controllo delle truppe che, dopo la sconfitta del cosiddetto "lunedì triste" del 30 ottobre 1899, ripiegavano in disordine verso Ladysmith; insieme al colonnello Henry Rawlinson riuscì a controllare la situazione, raccogliere gli sbandati e riportare le truppe nella città dove vennero circondate dalle colonne boere. Ebbe quindi inizio, il 2 novembre 1899, il lungo e sfibrante assedio di Ladysmith durante il quale Hunter svolse un compito decisivo per consolidare le difese e respingere gli assalti del nemico. L'8 dicembre 1899 il generale guidò una riuscita incursione di truppe della guarnigione per distruggere due dei cannoni boeri che bersagliavano sistematicamente la città assediata; l'azione ebbe pieno successo e gli uomini di Hunter misero fuori uso un obice da 4,5 pollici e uno dei temuti cannoni Long Tom Creusot da 155 mm posizionati sul cosiddetto "colle dei cannoni" nei pressi del Lombard's Kop.
Hunter ebbe un ruolo fondamentale soprattutto il 6 gennaio 1900 quando coordinò con abilità la difesa della guarnigione di Ladysmith, riuscendo a respingere il pericoloso assalto generale boera per conquistare la città. Dopo aver resistito con successo per oltre tre mesi, Ladysmith venne infine liberata dalla forza campale del Natal del generale Buller il 28 febbraio 1900. Hunter venne altamente apprezzato per la sua condotta durante l'assedio e il feldmaresciallo Frederick Roberts gli assegnò il comando della nuova 10ª Divisione con il compito di trasferirsi con le sue forze sul fronte occidentale ed avanzare sul fianco sinistro dell'armata principale in marcia su Pretoria. Hunter si distinse durante la marcia su Pretoria; la sua divisione avanzò oltre il fiume Vaal supportando l'offensiva del feldmaresciallo Roberts e consentendo al distaccamento del colonnello Mahan di raggiungere e sbloccare la guarnigione di Mafeking che era assediata dal mese di ottobre 1899.
Nel giugno 1900, dopo la caduta di Pretoria, Hunter, promosso tenente generale, ricevette il comando delle principali forze mobili del corpo di spedizione britannico in sostituzione del generale Ian Hamilton, rimasto ferito dopo una caduta da cavallo. Il compito assegnato al generale era particolarmente impegnativo; con due brigate di fanteria e due brigate di truppe montate, avrebbe dovuto effettuare una vasta manovra di rastrellamento nel territorio nord-orientale dello Stato Libero d'Orange per cercare di bloccare e costringere alla resa le superstiti truppe boere ancora attive che nei mesi precedenti avevano effettuato, sotto la guida di capi abili come il generale Christiaan De Wet, numerosi attacchi alle retrovie britanniche.
Hunter diresse con competenza la manovra convergente delle sue forze divise in quattro colonne separate e riuscì a bloccare gran parte delle forze boere nel bacino del fiume Brandwater; anche se alcuni commando guidati dai generali De Wet e Olivier sfuggirono dalla trappola prima dello sbarramento dei passi sulle colline montuose che davano accesso al bacino, i britannici poterono chiudere i varchi entro la fine del mese di luglio. I generali Prinsloo e Roux preferirono arrendersi con le loro truppe dopo aver opposto una debole resistenza iniziale sui valichi. Hunter catturò oltre 4.000 boeri e ottenne, dal punto di vista dei risultati, la più brillante e meno costosa vittoria britannica dell'intera guerra.
Subito dopo questo notevole successo il generale ritornò a nord del Vaal con parte delle sue forze per contribuire alla difficile manovra per bloccare i commando del generale De Wet che si erano rifugiati nel Transvaal occidentale, ma la caccia, coordinata dal generale Horatio Kitchener, non ebbe successo e i boeri riuscirono a sfuggire alla metà del mese di agosto 1900.

### Ultimi anni
Alla fine del 1900 Hunter terminò il suo incarico di comando in Sudafrica e venne richiamato in patria dove venne invitato a far parte della missione diplomatica speciale costituita per annunciare ufficialmente l'ascesa al trono del nuovo re Edoardo VII ai monarchi di Danimarca, Svezia, dell'Impero russo, dell'Impero tedesco e della Sassonia.
Nel maggio 1901 Hunter assunse il comando dello Scottish Command e quindi nel 1903 venne trasferito in India dove divenne prima il comandante in capo del Bombay Command e quindi nel 1907 assunse la guida del Southern Command. Ritornato in Europa, venne nominato dal 1910 al 1913 Governatore di Gibilterra e nel 1914 dopo l'inizio della prima guerra mondiale prese il comando della 13ª Divisione dell'esercito britannico. Durante la Grande Guerra Archibald Hunter non ricevette un incarico operativo sul campo ma venne assegnato al comando del Aldershot Training Center e poi alla direzione del Aldershot Command dove svolse l'importante incarico di addestrare e preparare le nuove divisioni britanniche destinate ad essere impegnate sui fronti di guerra. Hunter si ritirò dall'esercito nel 1918 e venne eletto nello stesso anno al Parlamento nella coalizione conservatrice.